# Ove Molin
Ove Molin (* 27. Mai 1971 in Huddinge) ist ein ehemaliger schwedischer Eishockeyspieler und jetziger -trainer.

## Karriere
Ove Molin begann seine Karriere als Eishockeyspieler in der Jugend von AIK Ishockey, für dessen Profimannschaft er in der Saison 1988/89 sein Debüt in der Elitserien gab, wobei er in drei Spielen punkt- und torlos blieb. Anschließend spielte der Angreifer zwei Jahre lang für den Danderyds HC, in der damals noch zweitklassigen Division 1, ehe er im Sommer 1991 vom Erstligisten Brynäs IF verpflichtet wurde, für den er ununterbrochen bis zum Saisonende 2009/10 mit Ausnahme der Saison 1996/97, in der er beim Helsingfors IFK in der finnischen SM-liiga unter Vertrag stand, auf dem Eis stand. Mit Brynäs gewann der Linksschütze in den Jahren 1993 und 1999 jeweils die Schwedische Meisterschaft. Zudem wurde er mit seiner Mannschaft in der Saison 1994/95 Vizemeister. Im März 2010 erklärte er seine Profikarriere für beendet. Im Januar 2011 entschied er sich zu einem Comeback beim schwedischen Fünftligisten Långshyttans AIK in der Division 3, absolvierte jedoch nur ein einziges Spiel.
Seit der Saison 2010/11 ist Molin als Assistenztrainer in der Nachwuchsabteilung seines Stammvereins Brynäs IF tätig. 

### International
Für Schweden nahm Molin im Juniorenbereich an der U18-Junioren-Europameisterschaft 1989 sowie der U20-Junioren-Weltmeisterschaft 1991 teil. Im Seniorenbereich stand er ausschließlich bei der Weltmeisterschaft 1999 im Aufgebot seines Landes. 

## Erfolge und Auszeichnungen
- 1991 Meiste Assists der Division 1 East
- 1993 Schwedischer Meister mit Brynäs IF
- 1995 Schwedischer Vizemeister mit Brynäs IF
- 1999 Schwedischer Meister mit Brynäs IF
- 1999 Bronzemedaille bei der Weltmeisterschaft
- 2000 Elitserien All-Star Game